# Pikoulátika
Pikoulátika (Pikoulatika) är en ort i Grekland.   Den ligger i prefekturen Nomós Kerkýras och regionen Joniska öarna, i den västra delen av landet, 400 km nordväst om huvudstaden Aten. Pikoulátika ligger 106 meter över havet och antalet invånare är 142. Den ligger på ön Korfu.
Terrängen runt Pikoulátika är platt åt nordväst, men åt sydväst är den kuperad. Havet är nära Pikoulátika österut. Närmaste större samhälle är Korfu, 4,9 km norr om Pikoulátika. 